# École néoplatonicienne d'Apamée
 (février 2020).
L'école néoplatonicienne d'Apamée (au nord de la Syrie) est orientée vers la théurgie (la magie divine). Olympiodore le Jeune oppose chez les néoplatoniciens les contemplatifs aux théurgistes : « Beaucoup, comme Porphyre et Plotin, préfèrent la philosophie, d'autres, comme Jamblique, Syrianos et Proclos, préfèrent la théurgie (ιερατική) ». 

## Représentants
Les principaux de cette école représentants sont 
- Amelius (268 ; disciple de Plotin en 246, maître de Jamblique)
- Jamblique (313)
- Sopatros d'Apamée (325, successeur de Jamblique)
- Édésios de Cappadoce (parti à Pergame)
- Eustathe de Cappadoce.

## École d'Apamée
L’école néoplatonicienne d'Apamée a développé trois branches:
- L’école néoplatonicienne de Pergame, d'orientation magique, avec Édésios de Cappadoce (son fondateur vers 330), Maxime d'Éphèse, Julien l'Empereur (350), Eunape de Sardes (historien de l'école avec sa Vie des sophistes, 395)
- L’école néoplatonicienne d'Athènes, d'orientation mystique, avec Nestorios le Hiérophante (hiérophante à Éleusis de 355 à 380), Plutarque d'Athènes (premier scolarque de l'école d'Athènes, vers 400), Syrianos (deuxième scolarque, en 435), Proclos (disciple de Plutarque d'Athènes et de Syrianos, troisième scolarque, en 438 ; Ammonios, fils d'Hermias (élève à Athènes, maître à Alexandrie), Marinos (quatrième scolarque, biographe de Proclos, 485), Isidore de Gaza (maître de Damascios, sixième scolarque en 490), Zénodote (495), Damascios (huitième et dernier scolarque de l'école d'Athènes en 520, maître de Simplicios de Cilicie à Athènes), Simplicios de Cilicie (dernier représentant, de retour à Athènes en 533).
- L’école néoplatonicienne d'Alexandrie, d'orientation exégétique : Hypatie (tuée en 415), Synésios de Cyrène (élève d'Hypathie, évêque de Ptolémaïs en 410), Hiéroclès d'Alexandrie (peut-être vers 430), Hermias d'Alexandrie, Ammonios, fils d'Hermias (vers 500), Jean Philopon (disciple et assistant d'Ammonios, fils d'Hermias vers 517), les Prolégomènes à la philosophie de Platon (début du VIe s.), Olympiodore le Jeune (scolarque en 541), Étienne d'Alexandrie (vers 620).

#### Textes
- Jamblique de Chalcis, Les Mystères d'Égypte (Réponse d'Abammon à la Lettre de Porphyre à Anébon) (vers 320), éd. et tr. Édouard des Places (1966), 3e tirage revu et corrigé. Paris, Les Belles Lettres, "Collection des Universités de France", 1996, 401 p.  (ISBN 2-251-00176-X). Une réponse aux doutes exprimés par Porphyre (Lettre à Anébon) (vers 265 ?), qui se présentait comme Abammon. Porte sur la théurgie, l'efficacité des sacrifices, la nature des anges et des génies, etc. L'auteur de cette œuvre a signé sous un pseudonyme, mais Proclos l'attribue à Jamblique.
- Eunape de Sardes, Vies de philosophes et de sophistes (vers 395), trad. Olivier D'Jeranian, Éditions Manucius, 2009, 187 p.

#### Études
- Joseph Bidez, « Le philosophe Jamblique et son école », Revue des Études Grecques, vol. 32, nos 146-150,‎ 1919, p. 29-40 (lire en ligne)
- (en) Riccardo Chiaradonna et Adrien Lecerf, « Iamblichus », sur plato.stanford.edu, 2023 (consulté le 18 novembre 2023), v. 2.4 Iamblichus’ posterity
- Richard Goulet, Dictionnaire des philosophes antiques, Paris, Éditions du CNRS, neuf volumes, 1989-2018.
- (en) Christian Wildberg, « Neoplatonism », sur plato.stanford.edu, 2023 (consulté le 18 novembre 2023)